# Митридат III (династия Хосроидов)
Митридат III (груз. მირდატ III, лат. Mithridates) — царь Иберии с ок. 365—380 н.э., диарх с 370 по 378 годы из династии Хосроидов. Наследовал своему отцу Вараз-Бакуру II.

## История
В 365 году после смерти отца становится правителем Иберии. Продолжил политику предыдущего по поводу верности Сасанидам, куда он отправил в качестве заложника одного из своих сыновей. В то же время, уменьшил преследование христиан. В 370 году против Митридата III выступил бывший царь Саурмаг II, получивший военную помощь от римского императора Валента II. Аммиан Марцеллин сообщает об этом, что император Валент стремился восстановить Саурмага на троне Иберии. Когда римские легионы достигли реки Кура, царь понял тщетность сопротивления. Командующий легионами Теренций и Саурмаг заключили сделку с Вараз-Бакуром, чтобы разделить царство по реке на две части. По соглашению Митридат III получил северо-восточную часть Иберии, а Саурмаг обосновался на юго-востоке. Эта ситуация отражена в рассказе Леонтия Мровели о переходе народа Кларджети (на юго-западе Иберии) на сторону римлян.
Однако в 378 году, воспользовавшись поражением императора Валента в битве при Адрианополе от готов, Митридат III решил вернуть власть над всей Иберией. Его соперник не получил достаточной помощи, поскольку все силы римлян были направлены против готов. Поэтому Митридат III довольно быстро изгнал Саурмага II из Иберии в том же году.
Вскоре Митридат III также перешёл в христианство. Известен украшением церкви внутри крепости Цунда в регионе Эрушети. Умер в 380 году. Ему наследовал старший сын Вараз-Бакур III.